# Max-Klinger-Schule
Die Max-Klinger-Schule ist ein Gymnasium im Leipziger Stadtteil Grünau (Ortsteil Grünau-Nord).

## Geschichte

### Höhere Mädchenschule
Die Schule wurde im Jahr 1925 als IV. Höhere Mädchenschule gegründet und befand sich zunächst im Schulgebäude Saalfelder Straße 29 / Demmeringstraße (Stadtteil Lindenau, seit 1992 Ortsteil Neulindenau), in der auch die 46. Volksschule ihren Sitz hatte. Im Jahr 1926 zog die Schule um in das Gebäude der 50. Volksschule in der Antonienstraße 24 (Stadtteil Kleinzschocher, seit 1992 Ortsteil Plagwitz, am „Adler“).
Am 1. Dezember 1927 erhielt die Schule den Namen Max-Klinger-Schule (nach dem Leipziger Bildhauer, Maler und Graphiker Max Klinger, (1857–1920)).

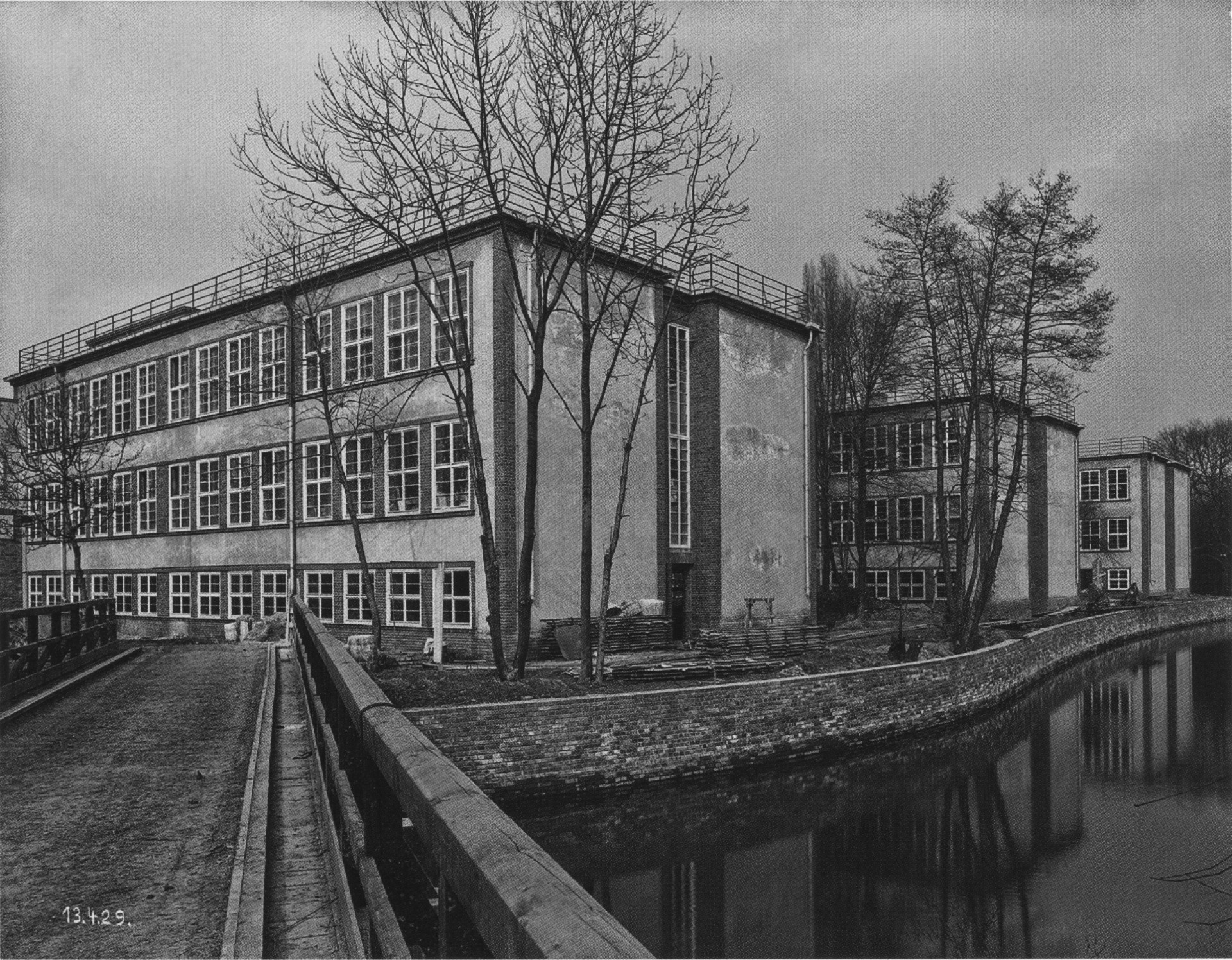
Die alte Max-Klinger-Schule in der Karl-Heine-Straße (1929)

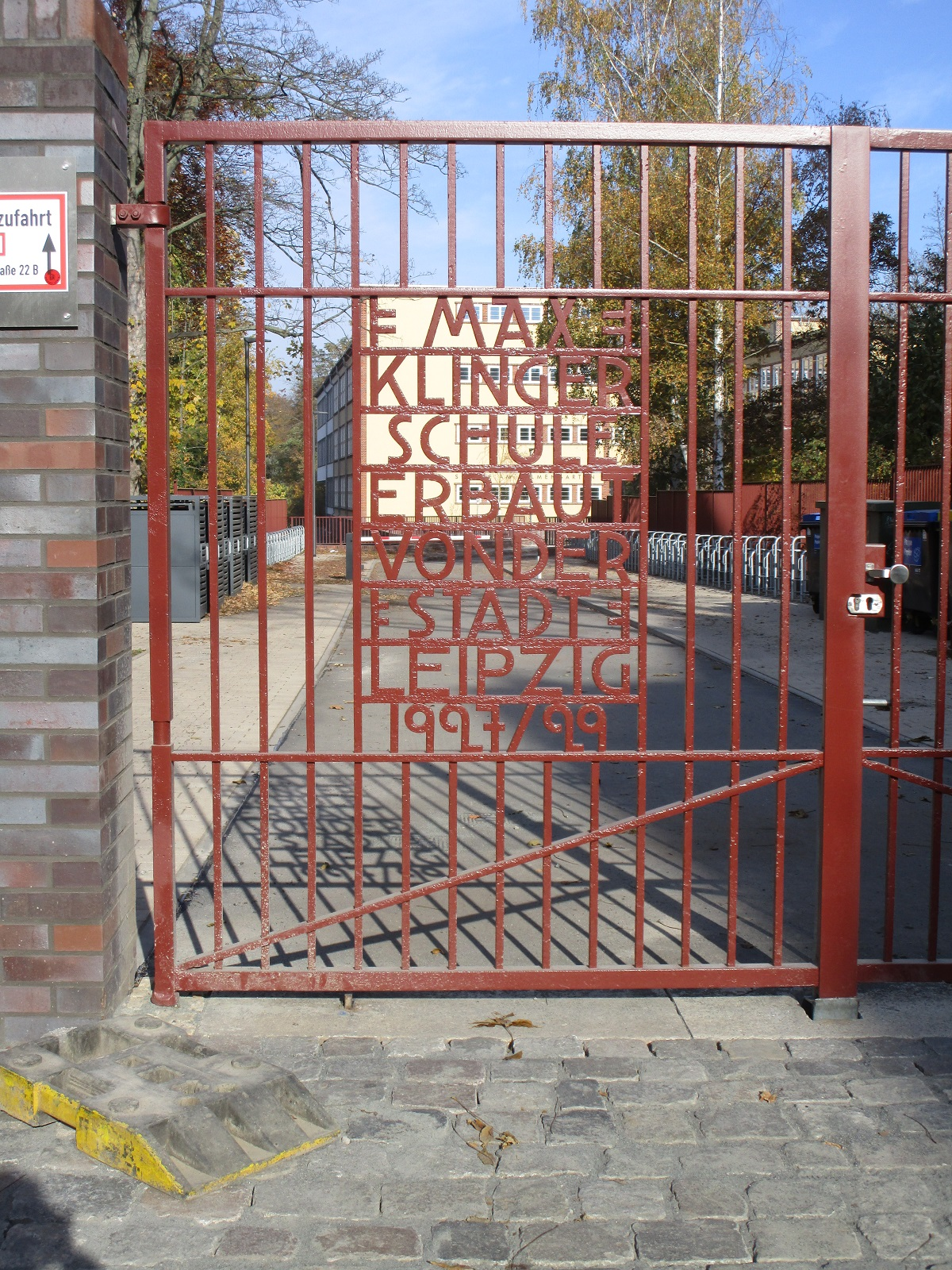
Torflügel der alten Max-Klinger-Schule

In den Jahren 1927/1928 wurde nach dem Entwurf des Leipziger Stadtbaurats Hubert Ritter in der Karl-Heine-Straße 22 b (Stadtteil Plagwitz, seit 1992 Ortsteil Lindenau) ein eigenes Schulgebäude für die Max-Klinger-Schule errichtet. Von 1940 bis 1945 diente die Max-Klinger-Schule als Lazarett. Einige Klassen wurden in Meißen und Coswig (Kinderlandverschickung) unterrichtet. Ab 1945 wurde das Gebäude in der Karl-Heine-Straße wieder von der Max-Klinger-Schule genutzt, bis wenig später dort das Pädagogische Institut Leipzig (1972–1992 Pädagogische Hochschule „Clara Zetkin“, jetzt Erziehungswissenschaftliche Fakultät der Universität Leipzig) einzog.

### Erweiterte Oberschule
Die Max-Klinger-Schule zog dann im Jahr 1950 erneut in das Schulgebäude am Adler, von dem es nun die oberen beiden Etagen nutzte, während sich in den unteren beiden die spätere 50. Polytechnische Oberschule „Rolf Axen“ befand.
Im einheitlichen sozialistischen Bildungssystem in der DDR erhielt die Max-Klinger-Schule den Status einer Erweiterten Oberschule und hieß offiziell Erweiterte Oberschule „Max Klinger“ oder kurz Max-Klinger-EOS. Hier lernten Schüler der 9. bis 12. Klasse (später nur noch der 11. und 12. Klasse) des gesamten Leipziger Südwestens und Westens. Die vom Musiklehrer Frank Hirsch (1939–2006), der 2002 für seine Tätigkeit das Bundesverdienstkreuz erhielt, gegründeten Schulchöre machten die Schule auch über die Stadtgrenzen hinaus bekannt und wurden ein fester Teil der Leipziger Kulturlandschaft.
Am 24. Oktober 1983 wurde das neue Schulgebäude im Miltitzer Weg 4 im Neubaugebiet Grünau (seit 1993 Ortsteil Grünau-Nord) eröffnet.

### Gymnasium
Mit dem Schulgesetz für den Freistaat Sachsen vom 3. Juli 1991 erhielt die Max-Klinger-Schule den Status eines Gymnasiums. Im Jahr 1993 dehnte sie sich auch auf das benachbarte Schulgebäude Miltitzer Weg 2 aus.
Während der Ratsbeschluss über den Leipziger Schulentwicklungsplan vom 22. Mai 2001 die Max-Klinger-Schule (bis mindestens 2008) festschrieb, wurde am 22. September 2003 ein Vorschlag zur Änderung der Schulnetzplanung vorgelegt, der die Aufhebung der traditionsreichen Max-Klinger-Schule bis zum Jahr 2006 fordert (zu Gunsten des Georg-Christoph-Lichtenberg-Gymnasiums in Grünau-Mitte). Nach massiven Protesten wurde im Dezember 2003 ein Kompromiss vorgestellt, der den Erhalt beider Standorte als Haus Klinger und Haus Lichtenberg; eines neu zu gründenden vereinigten Gymnasiums Grünau vorsah. Am 31. Juli 2004 wurde die Georg-Christoph-Lichtenberg-Schule formal aufgehoben, seit dem 1. August 2004 ist die Max-Klinger-Schule ein Teil des Gymnasiums Grünau. Das Gymnasium in Leipzig-Grünau trägt nach einem Beschluss des Stadtrates weiter den Namen des berühmten Künstlers Max Klinger.
Seit Beginn des Schuljahres 2017/2018 findet der Unterricht nur noch im Miltitzer Weg 4 statt, da die Schule modernisiert wird. Nach Abschluss der Bauarbeiten soll sie mit der benachbarten Oberschule und Förderschule einen gemeinsamen "Campus Grünau" bilden.

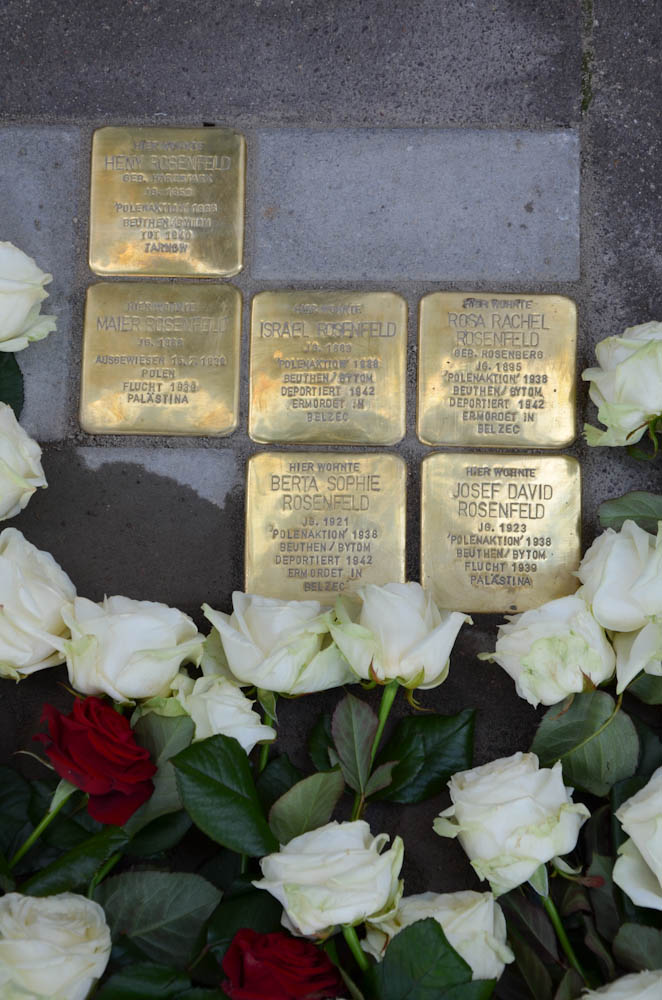
Stolpersteine in der Karl-Heine-Straße 47

## Besonderheiten
Eine Besonderheit der nunmehr gemeinsamen Schule sind die bilingualen Unterrichtsmodule in der ersten (Klassen 7 und 9) und der zweiten Fremdsprache (Klasse 8) sowie fächerverbindender Unterricht im naturwissenschaftlichen, gesellschaftswissenschaftlichen und künstlerischen Profil ab der Klassenstufe 8.
Seit dem Schuljahr 2015/2016 ist die Max-Klinger-Schule Mitglied im bundesweiten Netzwerk Junior-Ingenieur-Akademie. Im Rahmen des naturwissenschaftlichen Profilunterrichts arbeitet die Schule mit dem Wissenschaftspartner Staatliche Studienakademie Leipzig und Wirtschaftspartnern der Region zusammen. 2015 wurde die Schule außerdem als MINT-freundliche Schule ausgezeichnet.
Die Schule unterhält einen Schüleraustausch mit einer Schule in Stuttgart-Zuffenhausen, einer in Litoměřice (Leitmeritz) und einer in Leipzigs Partnerstadt Herzlia (Israel), sowie in der französischen Stadt Le Puy-en-Velay.
Ein Projekt zur Schulgeschichte beschäftigt sich mit dem Schicksal jüdischer Schülerinnen der Klingerschule in der Zeit des Nationalsozialismus. In dessen Rahmen wurden Stolpersteine in der Schnorrstraße 20, der Springerstraße 28 und der Karl-Heine-Straße 47 verlegt (für Details siehe Liste der Stolpersteine in Leipzig). Die Schüler wurden für ihre Recherchen 2014 mit dem Hubertusburger Jugendfriedenspreis geehrt.
Weiterhin hat die Max-Klinger-Schule ein Schülerradio, welches seit 2004 aktiv ist. Das „Max.Radio“ spielt in der Mittagspause (12:35 Uhr-13:10 Uhr) aktuelle Musik und nimmt gelegentlich an Hörspiel-Wettbewerben teil.

## Schülerrat
Der Schülerrat der Schule initialisiert Projekte wie den Tag der Demokratie und unterstützt bzw. berät die Lehrerschaft beispielsweise bei Bewertungen, Sporttagen und Unterrichtsthemen. Er betreibt eine externe Webseite.

## Förderverein
Der Förderverein Max-Klinger-Schule e. V. wurde 1992 neu gegründet, nachdem der Verein der Freunde der Max-Klinger-Schule im Jahr 1945 aufgelöst wurde. Er unterstützt die Arbeit der Schule und eine Vielzahl von Projekten. Seit 1993 wird jährlich der „Klingerpreis“ an Schüler vergeben, die sich besonders um die Tradition der Schule verdient gemacht haben.

## Bekannte Schüler
- Marianne Meyer-Krahmer, Historikerin, Tochter von Carl Goerdeler, Abitur 1938
- Lieselotte Finke-Poser, Malerin und Grafikerin, Abitur 1945
- Dieter Mucke, Schriftsteller, Abitur 1954
- Lothar Warneke (1936–2005), DEFA-Regisseur, Abitur 1954
- Peter Konwitschny, Opernregisseur, Abitur 1963
- Kai Pflaume, Moderator, Abitur 1985
- Ines Arland, Journalistin, Abitur 1988
- Soraya Kohlmann, Miss Germany 2017, Abitur 2017